# Jenny Maakal
Jenny Genoveva Maakal, później Thomas (ur. 2 sierpnia 1913 w Rayton w prowincji Gauteng, zm. 15 września 2002 w Durbanie) – południowoafrykańska pływaczka specjalizująca się w stylu dowolnym, brązowa medalistka letnich igrzysk olimpijskich w Los Angeles (1932) na dystansie 400 metrów stylem dowolnym.

## Sukcesy sportowe
| Rok  | Miasto      | Zawody                         | Konkurencja                                                        | Wynik                    |
| ---- | ----------- | ------------------------------ | ------------------------------------------------------------------ | ------------------------ |
| 1930 | Hamilton    | igrzyska Imperium Brytyjskiego | 400 jardów stylem dowolnym                                         | 5. miejsce               |
| 1932 | Los Angeles | letnie igrzyska olimpijskie    | 400 m stylem dowolnym 100 m stylem dowolnym                        | brązowy medal 6. miejsce |
| 1934 | Londyn      | igrzyska Imperium Brytyjskiego | 440 jardów stylem dowolnym sztafeta 4 x 110 jardów stylem dowolnym | srebrny medal            |